# ركاز
الركاز هي الأموال التي توجد في بعض الخربات أو في بعض الصحارى من دفن الجاهلية، إما ذهب أو فضة أو أواني أو سلاح أو غير ذلك من الأموال، تكون مدفونة في الأرض، يسمى ركاز لأنه مركوز في الأرض يعني مدفون فيها، ركاز معنى مركوز، المعنى أنه يجده مدفوناً في الأرض ليس معدّناً، وهذا فيه خُمُس لولي الأمر إذا كان في بلاد إسلامية يعطي ولي الأمر خُمُس، أما إن كان في غير بلاد إسلامية يتصدق بالخمس على الفقراء والأربعة له، الخمس للزكاة يتصدق على الفقراء، وإن كان في بلاد إسلامية فيها والي مسلم يعطيها إياه لبيت المال، والأربعة الأخماس له، هذا يسمى ركاز.
أما المعدن اللي من أصل الأرض معدن من ذهب أو فضة فلا يسمى ركاز، وهو ملك لمن استخرجه، فإذا استخرج ذهباً يبلغ النصاب زكَّاه إذا حال عليه الحول، واستخرج فضة زكاها إذا حال عليها الحول، أما إذا كان شيء آخر من المعادن: كبريت أو غير ذلك، يكون له، ما أخذه من المعدن يكون له، إذا كان في أرض ميتة ليست مملوكة لأحد.